# André Canal
Pour les articles homonymes, voir Canal.
Cet article concerne le dirigeant de l'OAS. Pour l'agent secret de fiction, voir Le Monocle et Le Monocle noir.
André Canal (né à Niort le 18 mai 1915 et mort à Carla-Bayle le 24 février 1988), dit Le Monocle, est un dirigeant de l'Organisation de l'armée secrète. Son procès en 1962 a donné lieu à un arrêt majeur du Conseil d'État.

## Biographie

### Industriel algérois
André Canal - bien que né en France métropolitaine en 1915 - s’installe pendant de longues années en Algérie.
Il occupe les fonctions de directeur général adjoint dans une entreprise de production de métaux non-ferreux, la Société algérienne d'expansion commerciale et industrielle (S.A.E.C.I.), basée à Alger.
Durant la Seconde Guerre mondiale, il reçoit une blessure à l’œil gauche qui nécessite son ablation. A la place, il porte un œil de verre, fréquemment caché par un monocle noir. Il utilise également un deuxième monocle pour son œil valide quand il doit déchiffrer un texte.
À la suite du déclenchement de la Guerre d'Algérie, il fait partie des formations de défense et de protection organisées par la population européenne d'Alger, puis s'engage dans les Unités territoriales où il reçoit le grade de colonel. Les Unités Territoriales sont finalement dissoutes en 1960, à la suite de la Semaine des barricades.

### La Mission III de l'OAS

#### Les débuts de la structuration
En novembre 1961, il reçoit l'ordre du général Salan de gagner la métropole et de rassembler tous les groupuscules activistes pro-Algérie française sous une seule bannière et une seule organisation : c'est le commencement de la Mission III de l'Organisation de l'armée secrète. Il prend à cette occasion le surnom de « Monocle noir », en référence à son infirmité et au film policier Le Monocle noir, récemment sorti.
Accomplissant sa mission, il rentre en contact avec les activistes et notamment Philippe Castille (ayant participé à l'Affaire du bazooka en 1956), Armand Belvisi et Jean-Marie Vincent. Camille Vignau, frère du député Pierre Vignau, devient son principal lieutenant. Il devient également le trésorier de l'OAS de France métropolitaine : c'est lui qui gère les finances de l'organisation et répartit les fonds entre les équipes de plastiqueurs. Il organise également le réseau de collecte (voire racket dans certains cas) des commerçants pieds-noirs qui se sont réfugiés en métropole.
Il laisse à ses lieutenants la mission de développer les réseaux, préférant dresser les objectifs de l'action terroriste et dessiner l'infrastructure du mouvement clandestin. A cet effet, il loue une myriade de pavillons de banlieue et d'appartements parisiens, qui servent de cachettes et d’entrepôts d'explosifs.

#### Conflit avec Pierre Sergent
André Canal ne parvient pas à structurer l'OAS de Métropole sous une direction unique : les réseaux clandestins préexistants de Pierre Sergent refusent de se ranger sous son commandement. En effet, l'ex-capitaine Sergent dispose de contacts privilégiés avec les milieux militaires et a déjà fait ses preuves dans le combat pour l'Algérie française. De fait, il ne tolère pas qu'un civil aux méthodes jugées brouillonnes et contre-productives puisse prendre la tête de l'OAS. De plus, il se considère lui aussi « délégué du général Salan ». Canal tente de supplanter Sergent à plusieurs reprises mais c'est un échec.
André Canal ne disposera donc de la haute main que sur les réseaux de pieds-noirs et d'activistes civils de France métropolitaine.

#### Les plasticages
La stratégie d'André Canal est fondée principalement sur les plasticages et les attentats. 
L'intensité maximale de l'action de la Mission III est atteinte aux mois de janvier et février 1962, avec respectivement 95 et 96 attentats. En deux mois ont donc lieu le quart des plasticages recensés en métropole entre avril 1961 et septembre 1962, et dont le nombre total est estimé à 700. Ces attentats touchent l'intégralité des villes de grande et moyenne importance, même si Paris est la cible de la moitié des plasticages métropolitains.
Ces attentats sont aussi regroupées lors de certaines dates, ce qui donne lieu à des nuits bleues, dont celle du 17 au 18 janvier 1962 (anniversaire de la semaine des barricades) au cours de laquelle se produisent 18 plasticages à Paris.  
Les explosions font office d'intimidation en visant les immeubles et les biens de l'administration, les domiciles, voitures ou permanences d'hommes politiques ainsi que les sièges de journaux réputés pour leur hostilité à l'OAS (Le Monde, Le Figaro, France-Soir, les journaux communistes etc.). Le parti communiste français est le parti le plus visé, car il compte 45 % des hommes politiques et 27 % des journaux concernés. L'Union pour la nouvelle République du général de Gaulle et le Parti Socialiste Unifié (extrême-gauche) sont également touchés, avec respectivement 34% et 7% des attentats. 
Malgré son caractère méthodique et son dynamisme, André Canal ne parvient pas éviter les remous au sein de la Mission III. Il semble par exemple qu'Armand Belvisi - un des auteurs de l'Attentat de Pont-sur-Seine contre de Gaulle -, ayant agi en franc-tireur, n'est pas passé loin d'être liquidé par ses compagnons de lutte. Autre bavure notable, l'attentat contre le domicile d'André Malraux, le 7 février 1962, qui blesse grièvement une petite fille de six ans, Delphine Renard. 

### Arrestation
L'arrestation de Jean-Marie Vincent et d'Edouard Tissandier permettent à la police d'identifier André Canal.
Le 5 mai 1962, il est arrêté par trois inspecteurs de la DST en civil alors qu'il passait devant l'Église Sainte-Marie des Batignolles, dans le 17e arrondissement de Paris. Croyant avoir affaire à des ravisseurs, des policiers tentent de le faire relâcher avant que le malentendu soit dissipé. L'arrestation de Canal aurait été rendue possible par un coup de téléphone anonyme prévenant les policiers de son emploi du temps.

### Procès
André Canal et Jean-Marie Vincent sont jugés conjointement par la Cour militaire de justice. Les avocats François Martin et Jean Delbays-Biron assurent la défense d'André Canal, tandis que celle de Jean-Marie Vincent est confiée à Jean-Louis Tixier-Vignancour.

L'avocat général, le général Gerthoffer, requiert la peine de mort contre Canal et la réclusion à perpétuité contre Jean-Marie Vincent :

« C'est la guerre, dites-vous. Quelle guerre ? Je ne sache pas que la France soit en guerre. C'est donc la guerre interne que vous faites à votre pays, la guerre civile. Vous lui proposez le plus grand malheur qui puisse s'abattre sur une nation. Quelles que soient leurs raisons politiques ou leurs conceptions personnelles, les hommes mûrs, réfléchis, intelligents, ne doivent pas entraîner de jeunes exaltés dans la voie du crime, mais au contraire leur faire comprendre que les hommes doivent s'aimer et que les malheurs de la patrie peuvent être amortis, réparés peut-être, par l'union de tous. [...] Canal, comme Salan,  a encouru les plus graves responsabilités. Le ministère public, qui est indivisible, avait demandé la mort pour Salan. Je la demande pour Canal. »

A l'issue du procès, André Canal déclare aux juges : « Notre but a toujours été de sauver des vies humaines, pas d'en supprimer. ».
Le 17 septembre 1962, André Canal est condamné à la peine de mort et Jean-Marie Vincent à la perpétuité, suivant en cela les recommandations du ministère public.
Le 28 novembre 1962, à la suite de son recours en grâce et à l'entrevue de Me François Martin avec le général de Gaulle, ce dernier le gracie et commue sa peine en réclusion à perpétuité.

## L'arrêtCanal

### La décision du Conseil d’État
André Canal, Daniel Godot et Marc Robin, condamnés par la Cour militaire de justice à la peine de mort saisissent en recours en annulation le Conseil d'État. Le nom du premier des protagonistes a reçu une postérité plus importante, même si le nom officiel de l'arrêt reste arrêt Canal, Robin et Godot.
Le 19 octobre 1962, le Conseil d’État annule l'ordonnance de création de la Cour militaire de justice, ce qui sauve la vie d'André Canal, qui devait être fusillé le 20 octobre. Pour respecter les délais, l'arrêt est finalisé dans la nuit du 18 au 19 octobre par le Conseil.
La plus haute juridiction administrative juge en effet que la Cour militaire de justice porte des atteintes importantes aux garanties du droit pénal, notamment à cause de l'absence de toute voie de recours. 
En annulant une ordonnance du général de Gaulle, le Conseil d’État adopte une position beaucoup moins conciliante envers le gouvernement gaulliste que celle qui avait pu prévaloir depuis le début de la Guerre d'Algérie jusqu'à l'arrêt Rubin de Servens, qui portait sur les limites éventuelles à apporter sur l'article 16 de la Constitution de la Ve République. Cette décision ouvre donc une crise entre le gouvernement et le Conseil d’État, faisant douter de la pérennité de ce dernier, ou au moins de l'étendue de ses attributions. Le Conseil d'État sera d'ailleurs réformé à la suite de cette affaire.
Il semble que Jean-Louis Tixier-Vignancour ait également songé à effectuer un recours pour excès de pouvoir au moment du procès de Roger Degueldre, son client, mais le calendrier n'aurait pas permis au Conseil de statuer avant l'exécution de Degueldre.

### Les conséquences
Les conséquences matérielles de l'arrêt Canal sont assez limitées. 
André Canal échappe un temps à la peine de mort, mais son sort reste incertain. Dès le 20 octobre, ses avocats lancent un pourvoi en cassation. En effet, la situation est particulièrement confuse : Canal peut-être considéré comme jugé, mais la suppression de la Cour militaire de justice (l'instance qui a rendu le jugement) est susceptible d'avoir des effets judiciaires, qui doivent dans ce cas être confirmés par la Cour de cassation. Les avocats clament donc qu'appliquer la peine de mort dans ces conditions serait un « assassinat » et tablent sur le caractère suspensif du pourvoi.
La grâce présidentielle de Canal change la donne. Pour éviter que la Cour de cassation ne renvoie le procès et que Canal soit à nouveau jugé, ce dernier retire son pourvoi en mars 1963. Les effets juridiques de la décision du Conseil d'État ne sont donc pas totalement clarifiés, en l'absence de conclusion de la procédure.
Le sort de la Cour militaire de justice n'est pas non plus définitivement fixé par l'arrêt Canal. En effet, le Parlement, par la loi du 20 février 1963, rétablit cette cour d'exception pour une durée temporaire. Ainsi, elle continue à prononcer des condamnations, notamment dans l'affaire de l'attentat du Petit-Clamart où elle condamne à mort Jean Bastien-Thiry.